# Michał Laskowski (biochemik)
Michał Laskowski (ur. 18 marca 1905 w Smoleńsku, zm. 8 czerwca 1981 w Buffalo) – polski biochemik.

## Życiorys
W 1939 został profesorem SGGW w Warszawie, od 1941 mieszkał i pracował w USA, w 1965 został kierownikiem laboratorium enzymologii w Roswell Park Memorial Institute w Buffalo. Od 1974 był członkiem zagranicznym Polskiej Akademii. Prowadził prace badawcze dotyczące głównie struktury i mechanizmów działania enzymów proteolitycznych, ich białkowych inhibitorów o dużym znaczeniu fizjologicznym oraz enzymów nukleolitycznych; jako pierwszy naukowiec na świecie opracował ich systematyczną terminologię.